# Töltött káposzta
A töltött káposzta vagy alföldi nevén szárma vagy Erdélyben takart a magyar konyha egyik jellegzetes téli étele. Megtalálható a román ételek között is sarmale (a török sarmak, 'betakar', 'beburkol' szóból) vagy kicsinyítő képzővel sărmăluțe néven, de az erdélyi szászoknál is ez volt a régi céh-ünnepek és a szomszédság-napok fő fogása. Magyarország egyes részein (főleg Délkelet-Magyarországon) szárma a neve. A szerbek sarmának nevezik. Az ürühússal (herélt kos) töltött káposztát az arabok is nemzeti konyhájuk részének tartják. Svédországban kåldolme néven ismerik. Az Alföldön takartnak is nevezik. Moldvában, Bukovinában a töltött káposzta neve geluska, galuska, a szó ebben a jelentésben itt román kölcsönzés. A töltött káposzta különféle változatai ismertek a török, az orosz és egyes ázsiai konyhákban is.

## Magyarországon

### Története
A töltött káposzta elődje a magyar konyhában a káposztás hús volt. "A káposztás hús Magyarország címere" szólással és étellel kezdte ételeinek sorát már az 1662 előtti esztendőkben íródott csáktornyai Zrínyi-udvar 17. századi kéziratos szakácskönyve a Szakáts mesterségnek könyvetskéje is. „Az káposztánál magyarhoz kelendőbb étket nem tartának a régi időben” – dicséri az urak étkeként Apor Péter. „Ez a magyaroknál oly közönséges palánta, hogy alig élhet az szegény ember anélkül – írja róla Lippay. – Sőt, a savanyú káposztát még az eleinktül maradott névvel Magyarország címerének szoktuk nevezni.” Mikes Kelemen Törökországban is visszasírja: „A szépen írt levél az elmének úgy tetszik, valamint a számnak a kapros és tejfellel béboríttatott káposzta, amely távolról úgy tetszik, mint egy kis ezüstből való hegyecske.”„Énnékem csak azon kell törődnöm, hogy … mikor ehetünk káposztát.” Lippayhoz hasonlóan Mikes is címerbe illőnek találja: „Ha egyéb dicséretet nem mondanék is felőle, nem elég-e, ha azt mondom, hogy erdélyi címer?” E címer-kép a legínycsiklandóbban mégis Bél Mátyás tollán fogalmazódik meg 1730 körül: „Szalonnás káposzta, Magyarország címere”. A káposztát többnyire főve, bő lével, vagy éppen levesként fogyasztották. Esetenként azonban nyersen is ették. „Aprítva, saláta módjára eszik – írja erről Lippay – vagy meleg vízzel megfonnyasztván, vagy sóval meggyúrván, hidegen, ecettel, olajjal.”
A töltött káposzta csak a 18. században és török hatásra terjedt el a Balkánon és Magyarország területén is.  
A töltött káposzta első magyar leírása 1695-ben jelent meg.
A sós káposztát szépen aprítsd meg, azonban nyers tehénhúst szalonnával öszve kell vágni jól a vágókéssel, szép aprón, abba bors, gyömbér, só; ez meglévén darabonként takargasd egész káposztalevélben, elsőben az ormóját lemetélvén azaz a torzsácskáját, rakd fazékba az aprított káposztával, főzd meg jól; és mikor megfőtt, egy kevés bort bocsáss belé, jobb ízű lesz, tálald fel; ha megborsolod, annál jobb lészen.
Simai Kristóf piarista szerzetes 1795 és 1799 között Selmecbányán lejegyzett kéziratos szakácskönyvében is szerepel a szárma, vagyis töltött káposzta, melyet akkoriban – az őrölt paprika elterjedése előtt – sáfránnyal fűszereztek. Simai XVIII. század végi szakácskönyvében a savanyított káposztából készült szárma mellett töltött fejes édes káposzta és töltött olasz káposzta (kelkáposzta) is szerepel, s a savanyított káposzta többféle (sonkás, disznóhúsos, tejfeles) elkészítési módját is leírja a szerző.
A balkáni népek törököktől átvett alapétele zsenge szőlőlevélből készül. Létezik böjtös változata is, amikor a káposztát hús helyett gombával vagy kásával töltik meg; a kása lehet kukorica, árpa vagy köles is.

### Készítése

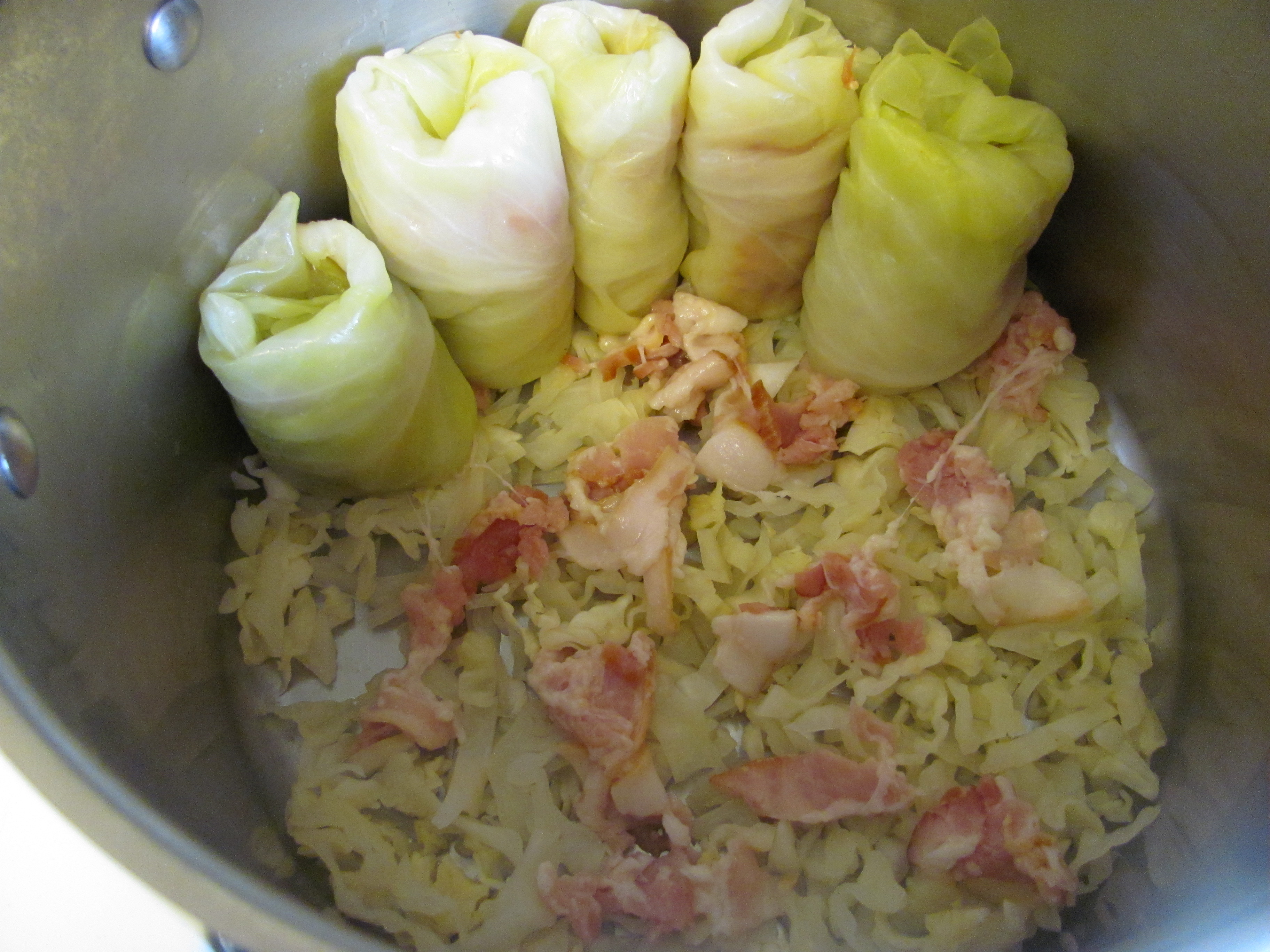
Töltött káposzta előkészítése a főzéshez

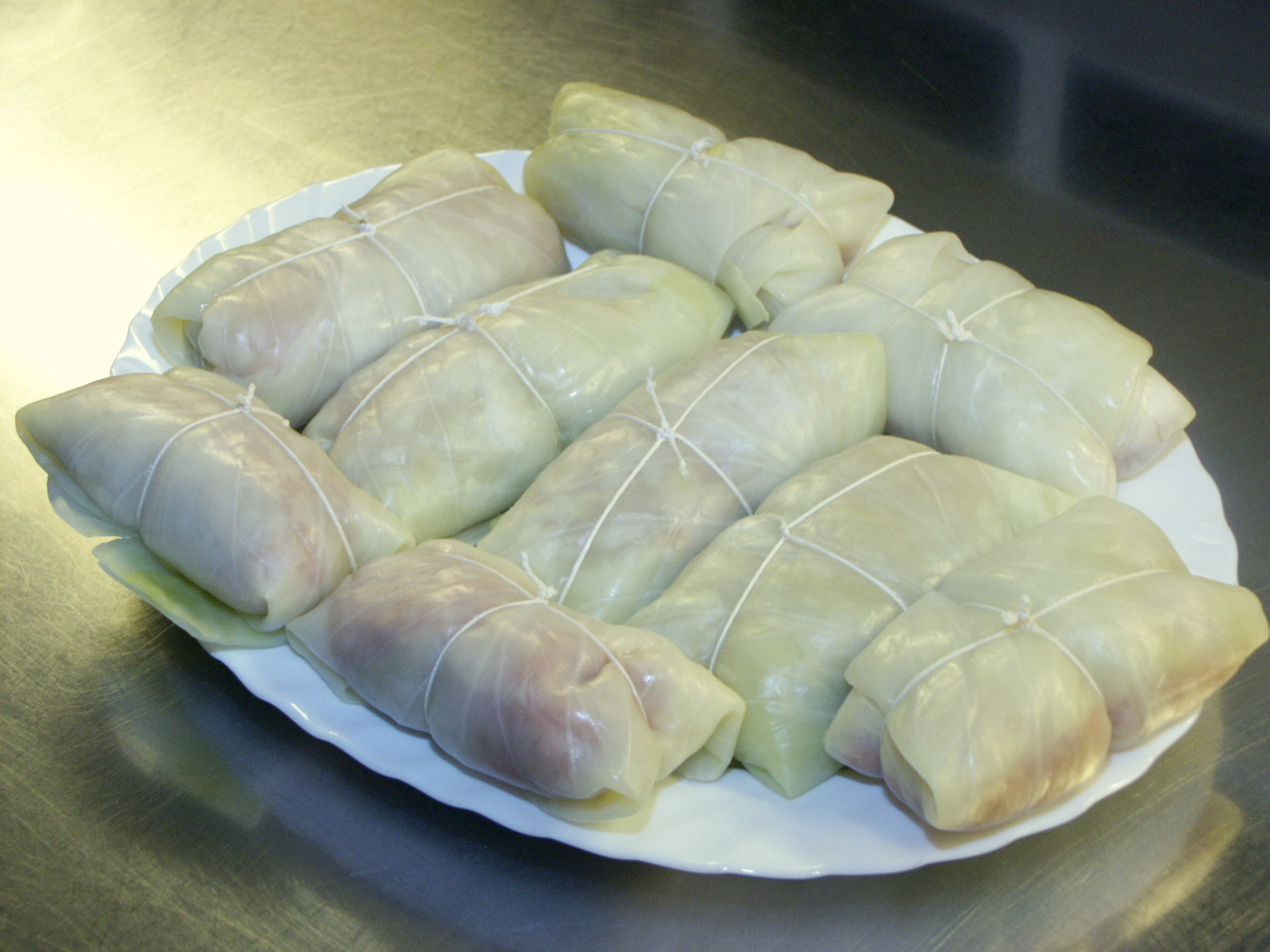
Töltött káposzta előkészítése a főzéshez, a szárma a török sarmak, 'betakar', 'beburkol' jelentésű szóból származik

Egyszerre nagyobb mennyiséget szoktak készíteni belőle, mert több napon át fogyasztható, sőt közben nő az élvezeti értéke. Hagyományos karácsonyi fogás, de disznótorok alkalmával is készítik.
Elkészítéséhez alapvetően savanyú káposzta (egész és vágott), darált sertéshús, rizs, tojás, só és bors szükséges. A darált húsba beleteszik a megmosott nyers rizst és nyers tojást, elkeverik, és sóval-borssal ízesítik. A káposztalevelekbe beletesznek egy-egy evőkanálnyi darált húst és úgy göngyölítik fel, hogy a két szélét közben benyomják. Egy nagy fazék aljára káposztalevelek kerülnek, rá váltakozva vágott savanyú káposzta és töltelék rétegek. A fazékba vizet vagy csontlét öntenek és lassú tűzön megfőzik. Tejföllel és friss kenyérrel tálalják.
Számtalan változata van: Egyes vidékeken a fazék aljára szalonnát, vagy a rétegek közé füstölt kolbászt vagy füstölt húst - például füstölt bordaszélt - is tesznek. Máshol a darált hús fele-fele arányban sertés illetve marhahúsból áll. A töltelék ízesítésénél használnak még őrölt paprikát, fokhagymát, borsikafüvet illetve pirított hagymát is. Szoktak vékony rántást is tenni bele a végén. Egyes vidékeken sűrített paradicsomlevet is tesznek a főzővízbe.

## Más kultúrákban

### Orosz töltött káposzta –Голубцы

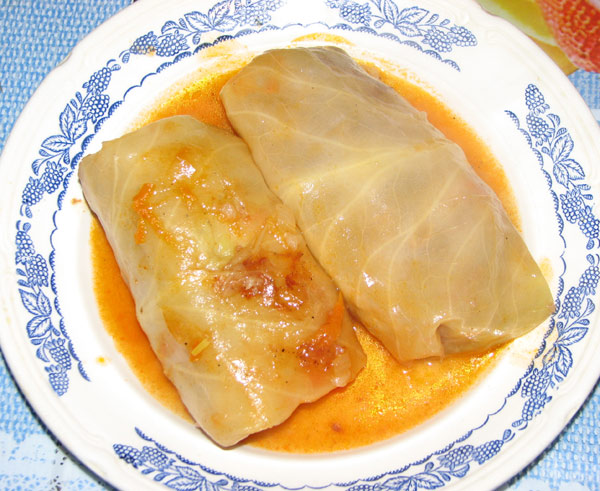
Az orosz töltött káposzta: Голубцы

A golubci nem tartozik az orosz konyha történelmi ételei közzé. Oroszországban mint litván vagy fehérorosz ételt tartják számon és csak a 16. század végén a 17 század elején terjedt el. Nevének eredete ismeretlen.
A golubcit, friss fehér-káposztából készítik. A káposztát a fedő leveleitől megtisztítva blansírozzák. A blansírozott levelekbe kerül a töltelék. A megtöltött és összehajtogatott leveleket mély hőálló edénybe helyezik tetejét zsírral megspriccelik és sütőben addig sütik míg a teteje meg nem pirul. Kivéve a sütőből tejföllel, vagy paradicsomszósszal leöntik és lassú tűzön készre párolják.
Oroszországban a golubci tölteléke szinte bármi lehet. A tölteléket készítik zöldségből, gombából, természetesen húsból, de nem ritkán találkozhatunk túróval, vagy gyümölccsel töltött káposztával is. Általában kerül a töltelékbe rizs és tojás is.

### Azerbajdzsáni töltött káposzta – Kələm dolması

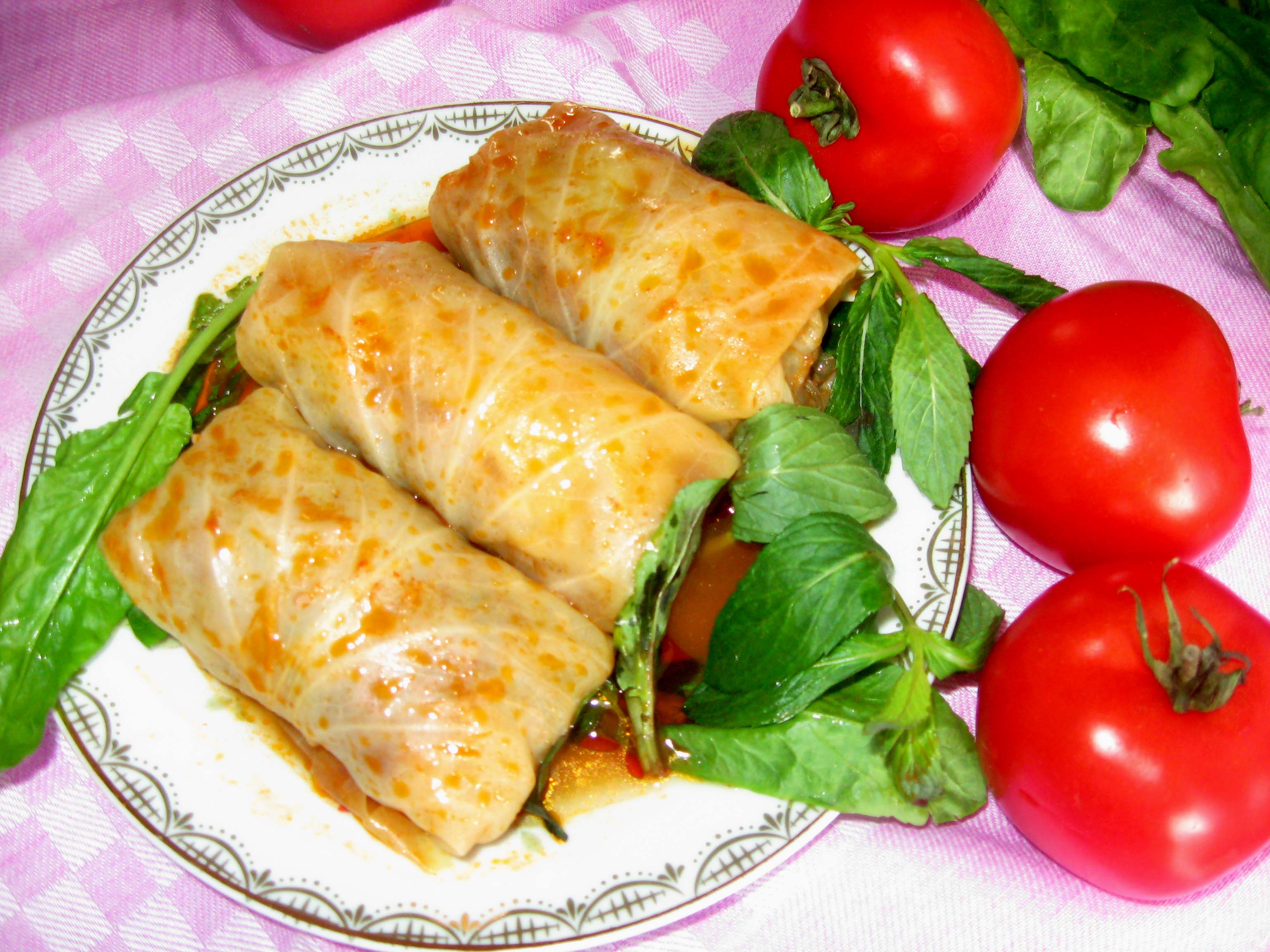
Az azerbajdzsáni töltött káposzta: Kələm dolması

Az azeri konyha elterjedt étele a káposztalevélbe csomagolt dolma (Kələm dolması). Sokféle dolma van, a legjellegzetesebb dolmában bárányhús, rizs és fűszerek (fahéj , ánizskapor) van.

### Görög töltött káposzta – Λαχανοντολμάδες
A görög töltött káposzta neve: Λαχανοντολμάδες (Dolmádákjá gémisztá).

### Koreai konyha – pecshuszon

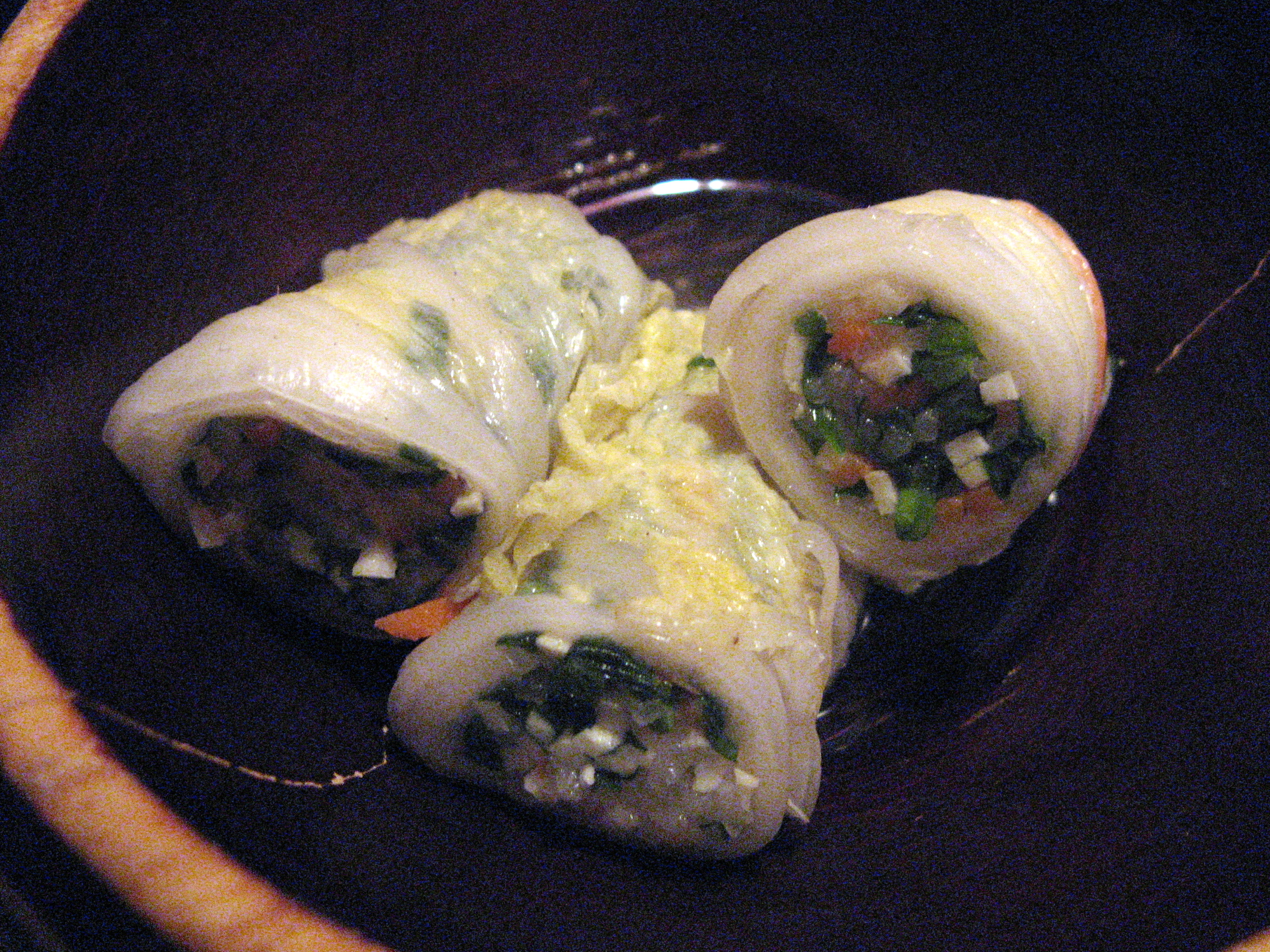
A koreai töltött káposzta: pecshuszon

A koreai gasztronómiában a töltött zöldségeknek nagy hagyománya van. A pecshuszont (배추선) nem káposzta, hanem kínai kel leveléből készítik, siitake gombával, marhahússal töltik meg, szezámolajjal, fokhagymával, csilipaprikával ízesítik és megfőzik. Levével együtt tálalják.

### Török töltött káposzta – etli lahana dolması (sarması)

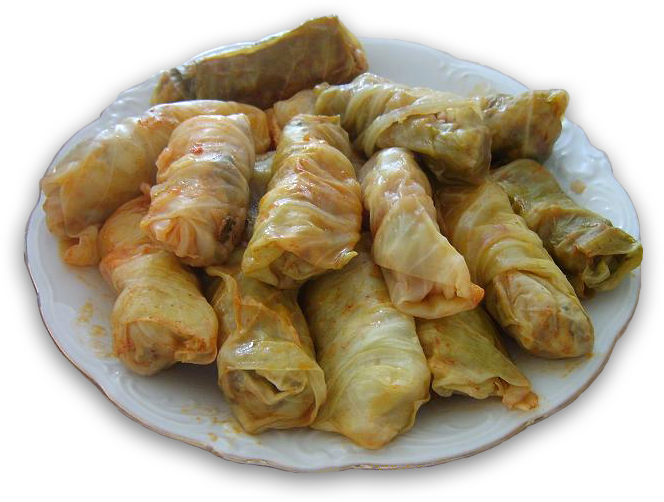
A török töltött káposzta: lahana sarma

etli lahana dolması (sarması)

### Szerb töltött káposzta
A szerbeknél a töltöttkáposztát szármának (sarma) nevezik. Hozzávalói: savanyú káposzta, darált sertéshús, rizs, őrölt pirospaprika és (tejföl). Még a törökök hozták be Szerbiába ezt az ételt. Leginkább téli ételnek számít. 

### Szíriai töltött káposzta
(Etli lahana dolmasi)

### Román töltött káposzta – sărmăluțe

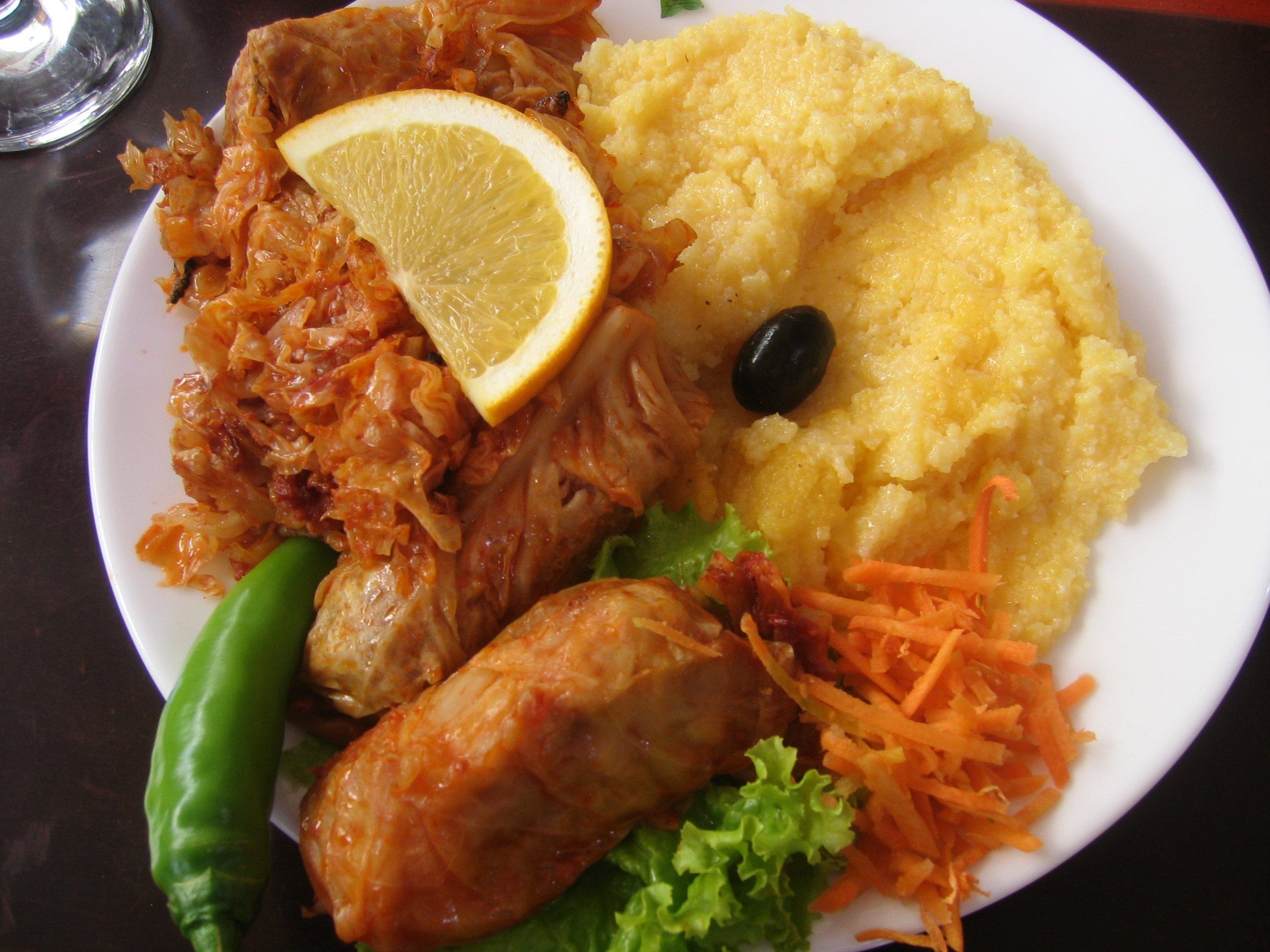
A román töltött káposzta: sărmăluțe

(sărmăluțe)

## A popkultúrában
Rácz Zsuzsa Nesze Neked Terézanyu! című regényében Kéki Kata és Indián töltött káposztát készítenek, és kiderül, hogy Kata a gerslis iskola híve.
Alföldi Imre Minden lében két kan áll című regényében a főhős, Bihari Bence újságíró mondja: „Gulyáslevest hoz, töltött káposztával, mivel többször is tudattam vele telefonon, hogy egyelőre könnyű kosztra fogtak az orvosok.”
Móricz Zsigmond "Tragédia" című novellájában a főhős, Kis János halálát is a töltött káposzta (melyből, mint folyamatosan fogadkozott, ötvenet tervezett megenni), pontosabban az amellett elhelyezett "szívós, rágatlan, fövetlen" húsdarab okozta, ami a torkán akadt. 

## Receptek a Wikikönyvekben
- Töltöttkáposzta-receptek